# Żabikowo (gmina)
Żabikowo – dawna gmina wiejska istniejąca w latach 1934–1954 w woj. poznańskim (dzisiejsze woj. wielkopolskie). Siedzibą władz gminy było Żabikowo (obecnie część Lubonia).
Gmina zbiorowa Żabikowo została utworzona 1 sierpnia 1934 roku w powiecie poznańskim w woj. poznańskim z dotychczasowych jednostkowych gmin wiejskich: Fabianowo, Junikowo, Kotowo, Lasek, Luboń, Ławica, Świerczewo i Żabikowo.
27 września 1934 gminę podzielono na 7 gromad: Fabianowo, Junikowo, Kotowo, Lasek, Luboń, Ławica i Żabikowo (ze Świerczewem).
Podczas II wojny światowej włączona do Niemiec jako Amtsbezirk Poggenburg.  W 1940 roku hitlerowcy dużą część obszaru gminy Żabikowo (gromady Fabianowo, Junikowo i Kotowo oraz Świerczewo) przyłączyli do Poznania i tak też pozostało po wojnie (np. wykazy gmin i gromad w 1948 wyliczają już tylko trzy gromady w obrębie gminy Żabikowo). Natomiast formalnie adminitracja polska zmianę tę zatwierdziła dopiero 1 stycznia 1951. Według stanu z dnia 1 lipca 1952 roku gmina składała się z 3 gromad: Lasek, Luboń i Żabikowo.
Gmina została zniesiona jesienią 1954 wraz z reformą wprowadzającą gromady w miejsce gmin, a przekształcono ją w gromadę Luboń. 13 listopada 1954, po pięciu tygodniach, gromadę Luboń zniesiono w związku z przekształceniem jej obszaru w miasto Luboń, dla którego ustalono 50 członków miejskiej rady narodowej.
Jednostki nie przywrócono 1 stycznia 1973 roku po reaktywowaniu gmin, a jej dawny obszar znajduje się obecnie w granicach miast Lubonia i Poznania.
1 stycznia 1951